# Lost Luggage (televisieserie)
Lost Luggage is een Belgische dramaserie van productiehuis De Mensen die in het voorjaar van 2022 te zien was op de Vlaamse openbare omroep VRT.
Op 8 maart 2022 ging de reeks in première op het Filmfestival van Oostende. Het idee voor de reeks kwam van Tiny Bertels, ze schreef alsook het scenario samen met Charles De Weerdt en Mathias Claeys. De eerste aflevering van de reeks werd op zondag 20 maart 2022 uitgezonden op Eén.

## Verhaal
In de nasleep van de aanslag op de luchthaven van Zaventem op 22 maart 2016 krijgt politieagente Samira Laroussa de opdracht om de vele stuks bagage en persoonlijke spullen die achtergebleven zijn in de vertrekhal te inventariseren en terug te bezorgen aan de eigenaars of nabestaanden. Maar ook zijzelf kampt met een trauma over wat ze die dag op de luchthaven heeft meegemaakt.

## Rolverdeling
| Acteur                | Personage         |
| --------------------- | ----------------- |
| Lara Chedraoui        | Samira Laroussa   |
| Jeroen Van der Ven    | Tom Theys         |
| Mattias Van de Vijver | Glen Serneels     |
| Isabelle Van Hecke    | Blanche Godefroid |
| Elias Vandenbroucke   | Peter De Meyer    |
| Thierry Hellin        | Jean Gevers       |
| Abbey Hoes            | Astrid Hoogsteder |
| Abdellah Dari         | Nordin Laroussa   |
| Yassine Ouaich        | Younes Laroussa   |
| Tom Dewispelaere      | David             |

## Afleveringen
| Afl. | Uitzenddatum  | Kijkcijfers (live) | Korte inhoud |
| ---- | ------------- | ------------------ | --- |
| 1    | 20 maart 2022 | 781.296            | Samira krijgt de opdracht om bagage terug te bezorgen aan slachtoffers van de aanslagen.                                            |
| 2    | 27 maart 2022 | 671.857            | Samira brengt de sjaal van een overleden vriendin terug naar weduwnaar Chris.                                                       |
| 3    | 3 april 2022  | 610.866            | Chris neemt terug contact op met Samira en vraagt naar de laatste momenten van zijn vrouw.                                          |
| 4    | 10 april 2022 | 635.370            | De politie beslist zwaar tegen Samira's zin om haar taak toe te wijzen aan bagageafhandelaar Alliaport.                             |
| 5    | 17 april 2022 | 644.786            | Wanneer Samira over de schreef gaat bij het helpen van een slachtoffer bij een verzekeringskwestie dreigt ze haar job te verliezen. |
| 6    | 24 april 2022 | 584.474            | Samira erkent eindelijk dat ze zelf slachtoffer is van de aanslagen en aan posttraumatische stress lijdt.                           |